# Michael Rosbash
Michael Morris Rosbash (Kansas City, Missouri, 7 de março de 1944) é um biologista molecular e cronobiologista estadunidense. É professor da Universidade Brandeis e investigador da Howard Hughes Medical Institute. O grupo de pesquisa de Rosbash clonou o gene do período de Drosophila em 1984 e propôs o Loop de Feedback Negativo de Tradução de Transição para relógios circadianos em 1990;

## Condecorações (seleção)
- 1988 Bolsa Guggenheim[1]
- 1997 membro da Academia de Artes e Ciências dos Estados Unidos[2]
- 2003 membro da Academia Nacional de Ciências dos Estados Unidos
- 2007 fellow da Associação Americana para o Avanço da Ciência
- 2009 Prêmio Gruber de Neurociência (com Jeffrey Hall e Michael Warren Young)[3]
- 2011 Prêmio Louisa Gross Horwitz (com Jeffrey Hall e Michael Warren Young)[4]
- 2012 Prêmio Internacional da Fundação Gairdner (com Jeffrey Hall e Michael Warren Young)[5]
- 2012 Prêmio Massry (com Jeffrey Hall e Michael Warren Young)
- 2013 Prêmio Wiley de Ciências Biomédicas (com Jeffrey Hall e Michael Warren Young)
- 2013 Prêmio Shaw de Medicina (com Jeffrey Hall e Michael Warren Young)
- 2017 Prémio Nobel de Fisiologia ou Medicina (com Jeffrey C. Hall e Michael Warren Young) por descobertas sobre mecanismos do ritmo circadiano